# Landkreis Zeitz
Der Landkreis Zeitz, bis 1901 Kreis Zeitz, war ein Landkreis in Preußen und dem Land Sachsen-Anhalt der SBZ bzw. DDR. Kreissitz war die Stadt Zeitz, die von 1901 bis 1950 kreisfrei war. Nach der Verwaltungsreform in der DDR von 1952 bestand bis 1990 ein Kreis Zeitz im Bezirk Halle der DDR.

## Geschichte

### Königreich und Freistaat Preußen

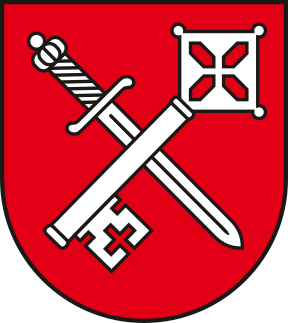
Wappen des Landkreises Zeitz von 1993 bis 1994

Nachdem auf dem Wiener Kongress große Teile des Königreiches Sachsen dem Königreich Preußen zugesprochen wurden, ordnete dieses die Neuerwerbungen im Westen des verbliebenen Königreiches Sachsen der mit Verordnung vom 30. April 1815 neu gebildeten Provinz Sachsen zu. Die Neueinteilung der unteren Verwaltungsbehörden erfolgte im Laufe des Jahres 1816. Dabei wurde das Amt Zeitz des ehemals kursächsischen Stifts Naumburg-Zeitz in seiner seit dem Mittelalter überlieferten Abgrenzung dem Regierungsbezirk Merseburg zugewiesen und ab 1. Oktober 1816 als neuer Kreis Zeitz festgelegt.
Zum 1. April 1901 wurde die Stadt Zeitz ausgegliedert und damit kreisfrei. Der Kreis wurde seitdem Landkreis Zeitz genannt. Keine Änderung ergab sich für das Kreisgebiet aus der zum 1. Juli 1944 verordneten Auflösung der Provinz Sachsen, deren Regierungsbezirk Merseburg in die neue Provinz Halle-Merseburg umgewandelt wurde.

### Besatzungszeit und DDR
Nach Kriegsende gehörten der Stadt- und der Landkreis Zeitz zur von der sowjetischen Besatzungsmacht gebildeten Provinz Sachsen-Anhalt, aus der 1947 – nach Auflösung des preußischen Staates – das Land Sachsen-Anhalt wurde.
Am 1. Juli 1950 kam es in der DDR zu einer ersten Gebietsreform:
- Der Stadtkreis Zeitz wurde aufgelöst und wieder mit dem Landkreis Zeitz vereinigt
- Die Städte Osterfeld und Schkölen sowie die Gemeinden Deuben, Dobergast, Döbris, Döschwitz, Droyßig, Goldschau, Kämmeritz, Kleinhelmsdorf, Kretzschau, Lindau, Luckenau, Löbitz, Meineweh, Mutschau, Nautschütz, Nonnewitz, Podebuls-Wetterzeube, Pötewitz, Theißen, Trebnitz a./Elster, Unterkaka, Waldau, Weickelsdorf, Weißenborn und Wettaburg wechselten aus dem Landkreis Weißenfels in den Landkreis Zeitz.
- Die Gemeinde Mumsdorf, die bis dahin eine thüringische Enklave im Landkreis Zeitz bildete, wechselte aus dem Landkreis Altenburg in den Landkreis Zeitz.[2]
- Im Gegenzug wechselte die Gemeinden Bröckau (mit Hohenkirchen) aus dem Landkreis Zeitz in den Landkreis Altenburg.

Die Neueinteilung der Verwaltung in der DDR zum 26. Juli 1952 führte zu weiteren Gebietsänderungen:
- Die Gemeinden Deuben, Dobergast, Döbris, Mutschau und Trebnitz a./Elster kamen zum neuen Kreis Hohenmölsen.
- Die Gemeinden Goldschau, Löbitz und Wettaburg kamen zum neuen Kreis Naumburg.
- Die Stadt Schkölen sowie die Gemeinden Crossen an der Elster, Kämmeritz, Lindau, Nautschütz und Silbitz kamen zum neuen Kreis Eisenberg im Bezirk Gera.
- Die Gemeinde Naundorf kam zum neuen Kreis Altenburg im Bezirk Leipzig.
- Die verbleibenden Gemeinden bildeten den Kreis Zeitz, der wie auch die Kreise Hohenmölsen, Naumburg und Weißenfels dem neuen Bezirk Halle zugeordnet wurde.

Im Rahmen einer nachträglichen Korrektur der Gebietsreform vom Sommer 1952 wechselten am 4. Dezember 1952 die Gemeinden Falkenhain, Mumsdorf und Zipsendorf in den Kreis Altenburg im Bezirk Leipzig.
Zum 1. Januar 1956 wurde die Gemeinde Bröckau vom Kreis Schmölln (Bezirk Leipzig) wieder dem Kreis Zeitz angegliedert, zu dem sie bereits bis 1950 gehört hatte. Zum 1. Januar 1957 wurde die Gemeinde Goldschau wieder vom Kreis Naumburg zurückgegliedert. Seither blieb der Umfang des Kreises unverändert bis zur Kreisreform von 1994. Durch Eingemeindungen folgten aber zahlreiche Veränderungen im Bestand der Gemeinden.

### Neugründung von Sachsen-Anhalt und Deutsche Einheit
Zum 3. Oktober trat das Ländereinführungs-Gesetz vom 22. Juli 1990 in Kraft. Damit entstand zugleich mit dem Beitritt der DDR zur Bundesrepublik Deutschland das Land Sachsen-Anhalt neu. Aus dem Kreis Zeitz wurde wieder der Landkreis Zeitz. 1994 wurde der Landkreis Zeitz Teil des neu gegründeten Burgenlandkreises mit Sitz in Naumburg (Saale). Bei seiner Auflösung umfasste der Landkreis Zeitz noch 38 Gemeinden, von denen zwei (Zeitz und Osterfeld) die Bezeichnung „Stadt“ führten.

## Einwohnerentwicklung
| Jahr | Einwohner | Quelle |
| ---- | --------- | ------ |
| 1816 | 22.125    | [ 5 ]  |
| 1843 | 32.241    | [ 6 ]  |
| 1871 | 41.166    | [ 7 ]  |
| 1890 | 49.892    | [ 8 ]  |
| 1900 | 59.076    | [ 8 ]  |
|      |           |        |
| 1910 | 35.842    | [ 8 ]  |
| 1925 | 38.149    | [ 8 ]  |
| 1933 | 39.070    | [ 8 ]  |
| 1939 | 39.551    | [ 8 ]  |
| 1946 | 52.095    | [ 9 ]  |
|      |           |        |
| 1955 | 102.900   | [ 8 ]  |
| 1960 | 97.951    | [ 8 ]  |
| 1971 | 94.818    | [ 10 ] |
| 1981 | 83.159    | [ 10 ] |
| 1990 | 75.100    | [ 8 ]  |

## Landräte
- 1816–1824: Wilhelm Friedrich Ludwig von Zerssen
- 1824–1831: Pavelt
- 1831–1840: Karl Klotzsch
- 1840–1848: Viktor von Ponickau (1808–1889)
- 1848–1853: Alfred von Larisch (1819–1897)
- 1853–1861: Albert von Holleuffer[11]
- 1861–1872: Heinrich von Helldorff (1833–1876)
- 1872–1885: Oskar von Arnstedt (1840–1914)
- 1886–1899: Friedrich Winckler (1856–1943)
- 1900–1926: Paul Winckler († 1930)
- 1926–1928: Karl Steinhoff (1892–1981)
- 1928–1930: Jaenecke (kommissarisch)
- 1930–1932: Heinrich Acker (1896–1954)
- 1932–1945: Karl Heimerich
- 1945: Otto Weber
- Januar 1990 bis Mai 1990: Ronald Prüfe (kommissarisch) (1963–2020)
- Juni 1990 bis November 1992: Nikolaus Jung (* 1956)

## Städte und Gemeinden vor 1950
Im Jahre 1871 gehörten zum Kreis neben der Stadt Zeitz 109 Landgemeinden und 35 Gutsbezirke.
Ende des Jahres 1900 waren es neben der Stadt Zeitz noch 106 Landgemeinden und 31 Gutsbezirke.

### Stand 1945
Der Landkreis Zeitz umfasste im Jahre 1945 78 Gemeinden:
| - Aue - Aylsdorf - Beersdorf - Bergisdorf - Bornitz - Braunshain - Breitenbach - Bröckau - Brossen - Crossen an der Elster - Dietendorf - Döbitzschen - Draschwitz - Droßdorf - Falkenhain - Frauenhain - Geußnitz - Giebelroth - Gleina - Göbitz | - Golben - Grana - Großosida - Großpörthen - Hainichen - Haynsburg - Heuckewalde - Hohenkirchen - Katersdobersdorf - Kayna - Kleinpörthen - Könderitz-Etzoldshain - Koßweda - Kuhndorf - Langendorf - Lindenberg - Loitsch - Loitzschütz - Lonzig - Lützkewitz | - Mannsdorf - Maßnitz - Minkwitz - Naundorf - Nedissen - Nickelsdorf - Nißma - Oelsen - Ossig - Ostrau - Predel - Prehlitz-Penkwitz - Profen - Raba - Rasberg - Rehmsdorf - Reuden - Roda - Sabissa - Salsitz | - Sautzschen - Schellbach - Schkauditz - Silbitz - Spora - Sprossen - Staschwitz - Tauchlitz - Torna - Traupitz - Tröglitz - Wernsdorf - Wittgendorf - Wuitz - Würchwitz - Zangenberg - Zettweil - Zipsendorf |

### Vor 1950 aufgelöste oder ausgeschiedene Gemeinden
| - Bockwitz, 1938 zu Loitsch - Burtschütz, zu Tröglitz - Dragsdorf, 1939 zu Wittgendorf - Etzoldshain, 1929 zu Könderitz-Etzoldshain - Görnitz, zu Bröckau - Goßra, 1929 zu Haynsburg - Kadischen, 1939 zu Gleina - Kleinosida, 1939 zu Salsitz - Könderitz, 1929 zu Könderitz-Etzoldshain - Krimmitzschen, 1938 zu Rehmsdorf - Krimmlitz, 1939 zu Draschwitz - Lobas, zu Würchwitz - Mahlen, 1938 zu Roda - Nöben, 1925 zu Crossen - Puschendorf, zu Gleina - Rippicha, 1938 zu Droßdorf | - Röden, 1938 zu Frauenhain - Rosenthal, 1925 zu Crossen - Rossendorf, 1938 zu Koßweda - Rumsdorf, zu Rehmsdorf - Rusendorf, zu Falkenhain - Schlottweh, 1938 zu Breitenbach - Stockhausen, 1938 zu Loitsch - Stocksdorf, 1939 zu Gleina - Suxdorf, zu Würchwitz - Tanna, 1938 zu Wernsdorf - Techwitz, zu Tröglitz - Wadewitz, zu Traupitz - Weißenborn, 1938 zu Bröckau - Wildensee, 1938 zu Geußnitz - Zeitz, 1901 kreisfreie Stadt - Zetschdorf, 1938 zu Frauenhain |

## Kfz-Kennzeichen
- Kfz-Kennzeichen ab 1991: ZZ